# مردان اطراف شهر (فیلم ۲۰۰۶)
مردان اطراف شهر (انگلیسی: Man About Town) یک فیلم سینمایی کمدی-درام آمریکایی محصول سال ۲۰۰۶ میلادی به کارگردانی مایک بایندر و بازیگران اصلی فیلم بن افلک، ربکا رومین، جان کلیز، بایی لینگ، جینا گرشان و جری اوکانل هستند.
این فیلم در ایالات متحده، در تاریخ ۱۳ فوریه ۲۰۰۷ به صورت فیلم ویدئویی منتشر شد؛ ولی با این حال، این فیلم به صورت سینمایی در بسیاری از کشورهای جهان اکران شد.

## داستان
یک استعداد یاب هالیوود، زمانی که می‌فهمد همسرش به او خیانت می‌کند، خود را در شرایط بدی می‌بیند. از طرفی هم یک خبرنگار می‌خواهد او را از طریق مجله اش پایین بکشد…

## بازیگران
| بازیگر  | نقش        |
| ------- | ---------- |
| بن افلک | جک جیامورو |